# Gakken
Gakken Co., Ltd. (яп. 株式会社学習研究社 кабусики гайся гакусю: кэнкю: ся, TYO: 9470) японское издательство, основанное в 1947 году Хидэто Фуруокой. Выпускает книги, журналы, а также обучающие игрушки и куклы. Годовые продажи компании оцениваются в 861 млрд ¥ (6.5 млрд $). Gakken получила известность благодаря производству блоков «дэнси» и упаковку их в такие комплексы, как Gakken EX-System в 1970-х. Компанию возглавляет Эндо Ёитиро (яп. 遠藤 洋一郎).
Gakken публикует образовательные книги и журналы, а также другие товары, связанные с наукой и образованием: руководства по уходу за детьми, учебники для медсестёр, книги для детей школьного возраста, энциклопедии, научную литературу, словари, книжки с картинами, образовательные журналы для учащихся средних школ, учебники, сборники задач для поступающих в ВУЗы. Gakken предлагает продукты для игровых комнат и компьютерных залов.
Gakken также публикует семейные журналы о спорте, музыке, искусстве, истории, анимации, кулинарии. Печатает мангу — японские комиксы — и артбуки. С 1993 Gakken выпускает ежемесячный журнал логических головоломок Logic Paradise.

## Подразделения

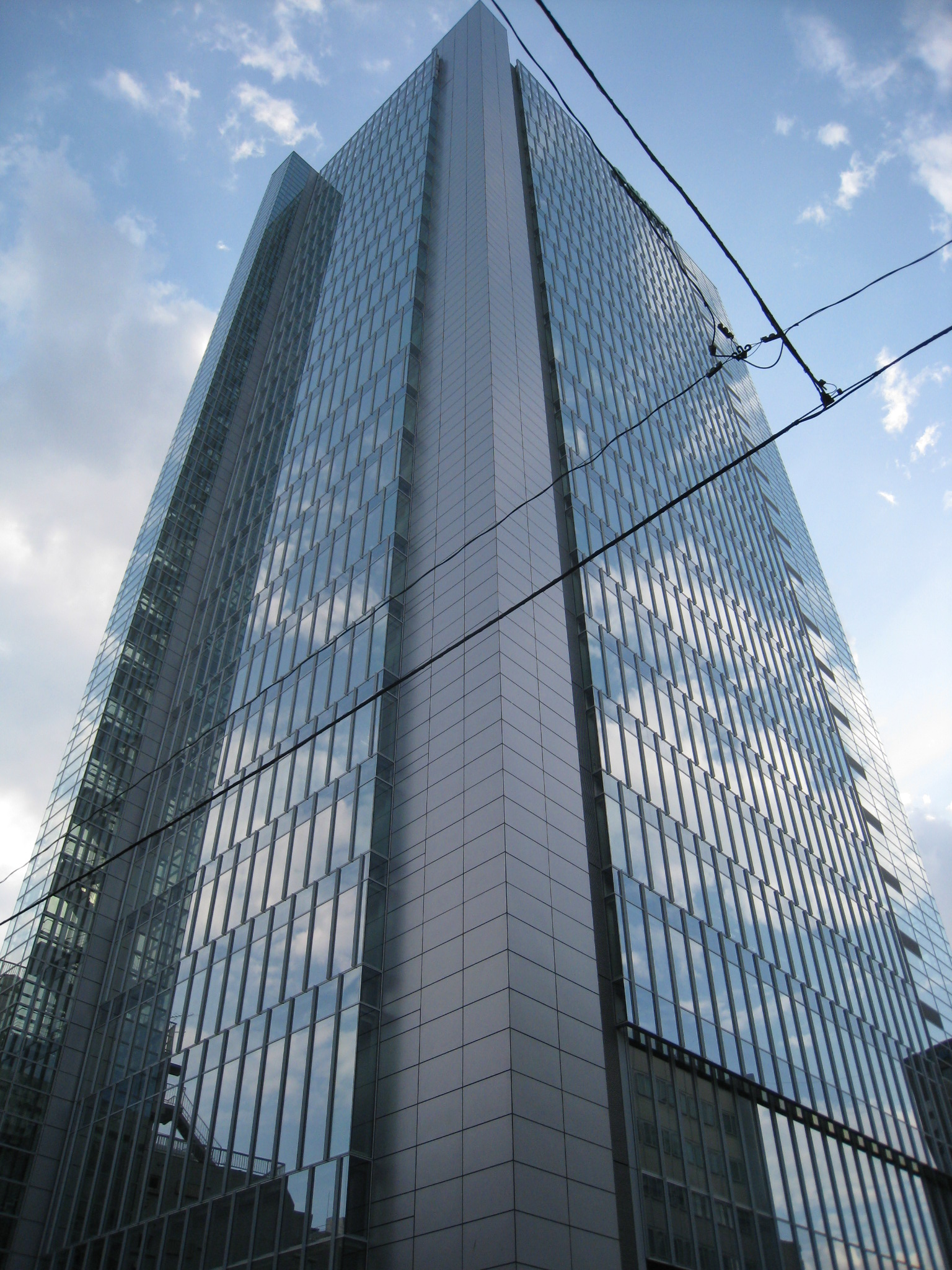
Центральный офис компании в Токио.

- Gakken Educational (学研エデュケーショナル), основано 1 октября 2009 года.[2]
- Gakken Publishing (学研パブリッシング)
- Gakken Marketing (学研マーケティング)
- Gakken Logistics (学研ロジスティクス)

## Журналы
- Megami Magazine (メガミマガジン)
- Megami Créators (メガミマガジン・クリエイターズ)
- Animedia (アニメディア)
- Animedia DVD Magazine (アニメディアＤＶＤ)
- Kuchikomi (クチコミ＆投稿マガジン)
- Voice (声優アニメディア)